# Lightning Bolt (альбом Pearl Jam)
Lightning Bolt — десятий студійний альбом американського рок гурту Pearl Jam. Спродюсований давнім співучасником Pearl Jam Бренданом О'Браєном, альбом був випущений у США 15 жовтня 2013 року на власному лейблі гурту Monkeywrench Records, а Republic Records здійснювали міжнародний випуск на день раніше.
Гурт почав писати нові пісні у 2011 році, а перші сесії запису альбому відбулися на початку 2012 року, перш ніж музиканти вирішили взяти перерву. Оскільки всі учасники гурту після цього зайнялися іншими проектами, робота над Lightning Bolt відновилася лише у березні 2013 року. Музика для Lightning Bolt має більш жорстке рокове звучання з довшими піснями на відміну від попереднього альбому Backspacer (2009), а тексти передають почуття вокаліста Едді Веддера щодо старіння та смертності.
Промо кампанія альбому була зосереджена на вебсайті Pearl Jam та профілях у соціальних мережах, а також двома помірно успішними синглами «Mind Your Manners» і «Sirens». Lightning Bolt отримав схвальні відгуки критиків, які вважали альбом поверненням до старого звучання гурту, і очолив чарти у Сполучених Штатах, Канаді та Австралії.
Lightning Bolt став єдиним альбомом з оригінальною музикою, який Pearl Jam випустили в 2010-х роках.

## Список пісень
Автор слів Едді Веддер. 
| #   | Назва                  | Автор музики               | Тривалість |
| --- | ---------------------- | -------------------------- | ---------- |
| 1.  | «Getaway»              | Едді Веддер                | 3:26       |
| 2.  | «Mind Your Manners»    | Едді Веддер, Майк Маккріді | 2:38       |
| 3.  | «My Father's Son»      | Джеф Амент                 | 3:07       |
| 4.  | «Sirens»               | Майк Маккріді              | 5:41       |
| 5.  | «Lightning Bolt»       | Едді Веддер                | 4:13       |
| 6.  | «Infallible»           | Джеф Амент, Стоун Ґоссард  | 5:22       |
| 7.  | «Pendulum»             | Джеф Амент, Стоун Ґоссард  | 3:44       |
| 8.  | «Swallowed Whole»      | Едді Веддер                | 3:51       |
| 9.  | «Let the Records Play» | Стоун Ґоссард              | 3:46       |
| 10. | «Sleeping By Myself»   | Едді Веддер                | 3:04       |
| 11. | «Yellow Moon»          | Джеф Амент                 | 3:52       |
| 12. | «Future Days»          | Едді Веддер                | 4:22       |

## Учасники запису
- Едді Веддер — вокал, гітара, укулеле
- Джеф Амент — бас-гітара, бек-вокал
- Метт Кемерон — барабани, бек-вокал
- Стоун Ґоссард — гітара
- Майк Маккріді — гітара
- Бум Гаспар — фортепіано, клавіші

## Чарти
| Чарт (2013)                                        | Найвища позиція |
| -------------------------------------------------- | --------------- |
| Australian Albums (ARIA)                           | 1               |
| Австрія Austrian Albums (Ö3 Austria)               | 3               |
| Бельгія Belgian Albums (Ultratop Flanders)         | 1               |
| Бельгія Belgian Albums (Ultratop Wallonia)         | 4               |
| Canadian Albums (Billboard)                        | 1               |
| Croatian Albums (IFPI)                             | 1               |
| Czech Albums (ČNS IFPI)                            | 8               |
| Данія Danish Albums (Hitlisten)                    | 3               |
| Нідерланди Dutch Albums (MegaCharts)               | 2               |
| Фінляндія Finnish Albums (Suomen virallinen lista) | 8               |
| Франція French Albums (SNEP)                       | 20              |
| Німеччина German Albums (Offizielle Top 100)       | 4               |
| Greek Albums (IFPI)                                | 7               |
| Угорщина Hungarian Albums (MAHASZ)                 | 9               |
| Ірландія Irish Albums (IRMA)                       | 1               |
| Italian Albums (FIMI)                              | 2               |
| Japanese Albums (Oricon)                           | 46              |
| New Zealand Albums (Recorded Music NZ)             | 2               |
| Norwegian Albums (VG-lista)                        | 2               |
| Польща Polish Albums (ZPAV)                        | 3               |
| Португалія Portuguese Albums (AFP)                 | 1               |
| Шотландія Scottish Albums (OCC)                    | 2               |
| Іспанія Spanish Albums (PROMUSICAE)                | 3               |
| Швеція Swedish Albums (Sverigetopplistan)          | 12              |
| Швейцарія Swiss Albums (Schweizer Hitparade)       | 2               |
| Велика Британія UK Albums (OCC)                    | 2               |
| Велика Британія UK Rock & Metal Albums (OCC)       | 1               |
| US Billboard 200                                   | 1               |
| США Top Alternative Albums (Billboard)             | 1               |
| США Top Hard Rock Albums (Billboard)               | 1               |
| США Top Rock Albums (Billboard)                    | 1               |

| Чарт (2013)                           | Позиція |
| ------------------------------------- | ------- |
| Australian Albums (ARIA)              | 75      |
| Belgian Albums (Ultratop Flanders)    | 39      |
| Belgian Albums (Ultratop Wallonia)    | 132     |
| Canadian Albums (Billboard)           | 47      |
| Dutch Albums (Album Top 100)          | 30      |
| Italian Albums (FIMI)                 | 30      |
| Swiss Albums (Schweizer Hitparade)    | 81      |
| US Billboard 200                      | 99      |
| US Top Alternative Albums (Billboard) | 16      |
| US Top Hard Rock Albums (Billboard)   | 5       |
| US Top Rock Albums (Billboard)        | 24      |
| Чарт (2014)                           | Позиція |
| Belgian Albums (Ultratop Flanders)    | 103     |
| Italian Albums (FIMI)                 | 74      |
| US Billboard 200                      | 194     |
| US Top Alternative Albums (Billboard) | 25      |
| US Top Hard Rock Albums (Billboard)   | 9       |
| US Top Rock Albums (Billboard)        | 44      |

## Сертифікації
| Регіон | Сертифікація  | Продажі |
| --- | ------------- | ------- |
| Австралія (ARIA) | Золотий       | 35 000^ |
| Канада (Music Canada) | Платиновий    | 80 000^ |
| Італія (FIMI) | Платиновий    | 60 000* |
| Польща (ZPAV) | Золотий       | 10 000* |
| Португалія (AFP) | 3× Платиновий | 45 000^ |
| Велика Британія (BPI) | Срібний       | 60 000  |
| США | —             | 411,310 |
| *продажі, що базуються лише на сертифікаціях · ^відвантаження, що базуються лише на сертифікаціях · продажі+прослуховування, що базуються лише на сертифікаціях |               |         |